# تپه احمدآباد منگلی ۱
تپه احمدآباد منگلی ۱ مربوط به دوره اشکانیان - دوره ساسانیان - سده‌های اولیه اسلمی است و در شهرستان اسفراین، بخش بام و صفی آباد، دهستان منگلی پایین، ۶ کیلومتری شرق روستای صفی آباد واقع شده و این اثر در تاریخ ۷ اسفند ۱۳۸۶ با شمارهٔ ثبت ۲۱۳۲۴ به‌عنوان یکی از آثار ملی ایران به ثبت رسیده است.